# Quercus potosina
Quercus potosina är en bokväxtart som beskrevs av William Trelease. Quercus potosina ingår i släktet ekar, och familjen bokväxter. Inga underarter finns listade.